# Sergej Kovalenko
Pour les articles homonymes, voir Kovalenko.
Sergej Kovalenko est un footballeur ukrainien né le 10 mai 1984 à Tchernihiv. Kovalenko est un attaquant. Sa principale qualité est la course.

## Carrière
- 1999-00 : Dynamo Moscou  Russie
- 2000-03 : Juventus  Italie
- 2003-04 : Lodigiani  Italie
- 2004-07 : Standard de Liège  Belgique 56m/7b
- 2006-07 : KSC Lokeren  Belgique
- 2007-08 : KSV Roulers  Belgique

## Sélections
- -18 ans avec l' Ukraine